# Alessandro Covi
Alessandro Covi (Borgomanero, 28 de septiembre de 1998) es un ciclista italiano. Destacó como amateur consiguiendo victorias como una etapa del Tour del Porvenir. Debutó como profesional en 2019 y en 2020 dio el salto al WorldTour con el equipo UAE Team Emirates, donde ya había sido stagiaire en 2018 en este mismo equipo y es donde milita desde entonces.

## Palmarés
2018 (como amateur)
- 1 etapa del Tour del Porvenir
- 2 etapas de la Vuelta al Bidasoa

2019
- Trofeo Almar

2022
- Vuelta a Murcia
- 1 etapa de la Vuelta a Andalucía
- 1 etapa del Giro de Italia

2025
- 1 etapa del Giro de los Abruzzos
- 1 etapa de la Vuelta a Asturias
- 2.º en el Campeonato de Italia en Ruta

## Resultados en Grandes Vueltas
| Carrera | Carrera         | 2019 | 2020 | 2021 | 2022 | 2023 | 2024 |
| ------- | --------------- | ---- | ---- | ---- | ---- | ---- | ---- |
|         | Giro de Italia  | —    | —    | 38.º | 45.º | Ab.  | —    |
|         | Tour de Francia | —    | —    | —    | —    | —    | —    |
|         | Vuelta a España | —    | —    | —    | —    | —    | —    |

—: no participa

Ab.: abandono

## Equipos
- UAE Team Emirates (stagiaire) (2018)[3]
- Team Colpack (2019)
- UAE Team Emirates (2020-)
  - UAE Team Emirates (2020-2024)
  - UAE Team Emirates XRG (2025-)